# 三相 (佛教)
南傳上座部佛教中，諸行有三相，又稱三辨識，即無常、苦、非我這三相，是一切存在的三個共同特徵（共相）。這個術語主要出現在南傳經論注疏中，在巴利經藏的《小部·譬喻經》中出現過一次但非此含義。

## 内容
在巴利佛教中，三相的主要内容即：
1. 诸行无常（sabbe saṅkhāra aniccā）
2. 诸行是苦（sabbe saṅkhāra dukkhā）
3. 诸法无我（sabbe dhammā anattā）

涅槃不是諸行，所以涅槃沒有無常和苦，不過因為「諸法無我」所以涅槃也是無我。
在现代佛教界，三相与三法印也常合称为四法印。

## 行相
說一切有部的四諦十六行相中，苦諦有四相：非常、苦、空、非我。在《大毘婆沙論》中，「四有為相（生住異滅）是一切法印封幖幟」。《大毘婆沙論》中，引用「一切行無常、一切法無我、涅槃寂靜」，作為「緣一切法非我行相」而不限於「緣苦諦非我行相」的契經證明，並且不定說「諸法皆空」。
《俱舍論》認為，這四種特徵是法的共相。

## 類似學說

### 三相
在阿毘達磨中，認為一切有為法，皆具備生、住、滅三個特徵，稱為三相。

### 三法印
在大乘佛教，將「一切行無常、一切法無我、涅槃寂靜」稱為三法印，用來印證一個說法是否符合佛法。